# 1074
| Calendário gregoriano                                                        | 1074 MLXXIV                                          |
| Ab urbe condita                                                              | 1827                                                 |
| Calendário arménio                                                           | 523 – 524                                            |
| Calendário bahá'í                                                            | -770 – -769                                          |
| Calendário budista                                                           | 1618                                                 |
| Calendário chinês                                                            | 3770 – 3771 Início a 30 de janeiro (aproximadamente) |
| Calendário copta                                                             | 790 – 791                                            |
| Calendário etíope                                                            | 1066 – 1067                                          |
| Calendários hindus - Vikram Samvat - Calendário nacional indiano - Cáli Iuga | 1129 – 1130 995 – 996 4174 – 4175                    |
| Calendário Holoceno                                                          | 11074                                                |
| Calendário islâmico                                                          | 466 – 467                                            |
| Calendário judaico                                                           | 4834 – 4835                                          |
| Calendário persa                                                             | 452 – 453                                            |
| Calendário rúnico                                                            | 1324                                                 |
| Calendário solar tailandês                                                   | 1617                                                 |

1074 (MLXXIV, na numeração romana) foi um ano comum do século XI do Calendário Juliano, da Era de Cristo, e a sua letra dominical foi E (52 semanas), teve início a uma quarta-feira, terminou também a uma quarta-feira.
No território que viria a ser o reino de Portugal estava em vigor a Era de César que já contava 1112 anos.
| Ano completo                        |
| ----------------------------------- |
| Ano comum com início à quarta-feira |

## Nascimentos
- 12 de fevereiro - Conrad II, rei da Alemanha e da Itália.